# Sieć przepływowa
Sieć przepływowa {\displaystyle G(V,E)} – graf skierowany, w którym każda krawędź {\displaystyle (u,v)} należąca do zbioru krawędzi {\displaystyle E} ma nieujemną przepustowość {\displaystyle c(u,v)\geqslant 0.} W sieci wyróżniamy dwa wierzchołki: źródło {\displaystyle s} i ujście {\displaystyle t.}

## Pojęcia
Przepływem w sieci {\displaystyle G} nazywamy każdą funkcję {\displaystyle f\colon V\times V\to R} spełniającą warunki:
- warunek przepustowości: dla wszystkich krawędzi {\displaystyle (u,v)\in E} zachodzi {\displaystyle f(u,v)\leqslant c(u,v),}
- warunek skośnej symetryczności: dla wszystkich krawędzi {\displaystyle (u,v)\in E} zachodzi {\displaystyle f(u,v)=-f(v,u),}
- warunek zachowania przepływu: dla każdego {\displaystyle u\in V\setminus \{s,t\}} zachodzi {\displaystyle \sum _{v\in V}f(v,u)=\sum _{v\in V}f(u,v).}

Przepływ netto to wartość {\displaystyle f(u,v)} przepływu z wierzchołka {\displaystyle u} do {\displaystyle v.}

## Zagadnienia związane z sieciami przepływowymi
- problem maksymalnego przepływu